# Marcel Pfändler
Marcel Rolf Pfändler (* 5. März 1927 in St. Gallen; † 6. April 2021 ebenda; Pseudonyme: Taccio, Martin Renold, Mark Noldren) war ein Schweizer Verleger und Schriftsteller. Sein literarisches Lebenswerk umfasst Romane, Erzählungen und Gedichte.

## Leben
Marcel Pfändler wuchs in St. Gallen auf. Hier gründete er 1950 den Eirene-Verlag, in dem er erste eigene sowie auch fremde Werke veröffentlichte. 1954 erhielt er den Anerkennungspreis der Stadt St. Gallen. 1956 übernahm er die Leitung des EVZ-Verlags in Zollikon, in dem hauptsächlich die Werke des reformierten Theologen Karl Barth erschienen. Nach der Fusion des EVZ mit dem Zwingli-Verlag war er bis 1974 Verlagsleiter des Theologischen Verlags Zürich (TVZ), danach bis 1989 Lektor des AT-Verlags in Aarau. Von 2010 bis zu seinem Tod lebte er wieder in St. Gallen. Sein literarischer Nachlass wurde der Kantonsbibliothek St. Gallen übergeben.

## Werke (Auswahl)
- Alle meine Packer – Beinahe ein Schelmenroman. Blaukreuz-Verlag, Bern 1975, ISBN 3-85580-045-6.
- Switzerland. Ein Bilderbuch. AT-Verlag, Aarau 1983, ISBN 3-85502-161-9. Neuauflagen 1987, 2001, 2006.
- Das Geheimnis der vier Oktavhefte. Frieling, Berlin 1992, ISBN 3-89009-369-8.
- Mo und andere Geschichten. Frieling, Berlin 1992, ISBN 3-89009-308-6.
- Der Schachtelmann. Frieling, Berlin 1993, ISBN 3-89009-511-9.
- Letzte Liebe. Edition Mosaic, Dublin-New York-Vienna 1998, ISBN 3-900789-83-5.
- Sämmawii. Edition Mosaic, Dublin-New York-Vienna 1998, ISBN 3-900789-84-3.
- Ein Mann zwei Leben. Edition Mosaic, Dublin-New York-Vienna 1999, ISBN 3-901953-78-7.
- Mord in Hombrechtikon und Tod am Wasserfall. Zwei Kriminalromane. Edition Mosaic, Dublin-New York-Vienna 1999, ISBN 3-901953-30-2.
- Die Grossen und die Kleinen – Begegnungen mit Menschen. Edition Mosaic, Dublin-New York-Vienna 1999, ISBN 3-901953-77-9.
- Echnatons Wahn. Stangl-Verlag, Paderborn 2003, ISBN 978-3-934969-51-3.
- Moses – Prinz und Prophet. Stangl-Verlag, Paderborn 2005, ISBN 3-934969-71-2.